# 川原林順治郎
川原林 順治郎（かわらばやし じゅんじろう、1872年（明治5年）9月 - 1945年（昭和20年）4月）は、日本の実業家。元明治生命保険会長。

## 人物・経歴
滋賀県出身。父は滋賀県議の川原林徳明。妻は御師蔵田国治元豊川炭鉱馬車鉄道社長の五女。1896年高等商業学校（現一橋大学）卒業、日本鉄道入社。1899年明治生命保険入社。明治生命保険仙台支店長心得、明治生命保険名古屋支店長、明治生命保険京都支店長、明治生命保険大阪支店長を歴任し、1925年、明治生命保険取締役に昇格。1927年全国支店出張所を東西に分けたことに伴い、西部監督となる。1935年常務取締役制新設により、明治生命保険常務取締役に昇格。1936年からは明治生命保険専務取締役を務めた。1940年には取締役会の互選で明治生命保険取締役会長兼専務取締役に選出され、太平洋戦争に係る死亡保険金の取り扱いに関する協議にあたるなどした。1945年死去。